# Ellobius
Ellobius is een geslacht van zoogdieren uit de onderfamilie van de woelmuizen (Arvicolinae). De wetenschappelijke naam van het geslacht werd in 1814 gepubliceerd door Johann Gotthelf Fischer von Waldheim.

## Soorten
Er worden 2 soorten in dit geslacht geplaatst:
- Ellobius talpinus (Pallas, 1770) – Blinde woelmuis
- Ellobius tancrei Blasius, 1884